# کانیف
کانیف (به روسی: Канів) شهری است که در استان چرکاسی در کشور اوکراین قرار دارد. جمعیت این شهر ۲۳,۵۰۳ (۲۰۲۱ تخمینی) نفر است.